# Davide Tizzano
Davide Tizzano (ur. 21 maja 1968 w Neapolu) – włoski wioślarz. Dwukrotny złoty medalista olimpijski.
W 1988 zwyciężył z kolegami w czwórce podwójnej będąc wówczas zawodnikiem GS Fiamme Oro, osiem lat później triumfował w dwójce wspólnie z Agostino Abbagnale (członkiem osady z Seulu). W 1989 był wicemistrzem świata w czwórkach.